# Марков, Павел Алексеевич
 Павел Алексеевич Марков  (7 апреля 1841 — Санкт-Петербург Российская империя, 18 января 1913 — Санкт-Петербург Российская империя) — русский юрист, общественный деятель, действительный тайный советник, товарищ министра юстиции, писатель
, член Государственного совета.

## Биография
Из дворян. Родился 7 апреля 1841 года в Санкт-Петербурге. По окончании курса в Императорском училище правоведения 17 мая 1860 года вступил в службу в департамент министерства юстиции. В 1864 году командирован в помощь юрисконсульту консультации при министерстве юстиции для занятии по рассмотрению проекта устава гражданского судопроизводства  и назначен исполнять должность помощника юрисконсульта. В том же году командирован к старшему юрисконсульту в помощь для занятии по рассмотрению проекта положения об устройстве нотариальной части. В 1865 году назначен редактором отделения департамента министерства. В 1866 году назначен помощником редактора журнала министерства юстиции и редактора газеты судебный вестник. В том же году исполнял должность юрисконсульта и состоял чиновником за обер- прокурорским столом в 2-м департаменте Правительствующего Сената сверх комплекта. В 1867 году перечислен в штатный комплект.
В следующем году назначен членом Высочайше утверждённой комиссии при министерстве юстиции для разработки вопроса об обеспечении обязательств и договоров ипотечным порядком и по Высочайшему повелению командирован в Германию и Францию для собрания подробных сведении об устройстве ипотечной части. В 1870 году исполняющий обязанности юрисконсульта, состоял членом комиссии с Высочайшего соизволения при 2-м отделении Собственной Его Императорского Величества канцелярии для пересмотра положения о духовных завещаниях, комиссии для рассмотрения касающихся до сохранных расписок вопросов, комиссии при министерстве внутренних дел для составления проекта нового устава об опеках. В 1871 году назначен старшим юрисконсультом консультации при министерстве юстиции учрежденной и членом комиссии при министерстве юстиции по вопросам об отмене личного задержания за долги и о преследовании ростовчьих действии.
В 1872 году назначен обер-прокурором 1-го отделения 3-го департамента Правительствующего Сената. В 1878 году назначен обер-прокурором 1-го департамента Правительствующего Сената. В 1879 году участвовал в комиссии об отмене личного задержания за долги. В 1880 году произведен в тайные советники с назначением членом Верховной распорядительной комиссии. В том же году назначен товарищем министра народного просвещения и временно управлял министерством. В 1881 году избран почетным членом археологического института  и назначен представителем от министерства в особую комиссию для составления проектов местного управления. В 1882 году состоял председателем комиссии по обсуждению предположения об учреждении в Харькове практического технологического института. В 1882 году назначен сенатором и товарищем главноуправляющего Собственной Его Императорского Высочества канцелярии по делам учреждении Императрицы Марии.
В 1883 году назначен товарищем министра юстиции с оставлением исполняющего обязанности главноуправляющего учреждении Императрицы Марии и временно управлял министерством юстиции несколько раз. В этом же году назначен в состав комитета по начертанию проекта гражданского уложения. В 1894 году назначен членом совета по тюремным делам  и участвовал в комиссии для составления проектов местного управления. В 1890 году назначен первоприсутствующим в гражданский кассационный департамент Правительствующего Сената, а в 1896 году первоприсутствующим в общем собрании кассационных департаментов и в высшем дисциплинарном присутствии. В апреле 1901 года назначен членом Государственного совета, в 1902-1903 гг присутствовал в Департаменте гражданских дел. С 1906 года после реорганизации Государственного совета состоял его неприсутствующим членом.
Семья:
Жена — Надежда Ивановна (1856 г.р.), урожд. Кондоянаки, дочь греческого консула в Санкт-Петербурге Ивана Егоровича Кондоянаки и Натальи Феодосьевны, урожд. Купчинской.
Дочь — Наталья (1883 г.р.).

## Труды
- Очерк гражданского судопроизводства в Англии Санкт-Петербург : тип. Правительствующего сената, 1866
- Гражданская практика кассационного сената. 1866, 1867, 1868 годы : Обозрение решений Гражд. кассац. деп. Правительствующего сената, разъясняющих гражд. законы, с выводами для практ. руководства Санкт-Петербург : тип. В. Демакова, 1869
- Гражданская практика Кассационного сената по вопросам судопроизводства. 1867, 1868, 1869 годы Санкт-Петербург : тип. В. Демакова, 1869
- Об акварели или живописи водяными красками / Сост. пер. и изд. руководства к живописи масляными красками Павел Марков Санкт-Петербург : тип. Ф. Сущинского, 1873
- Геометрическое рисование или решение геометрических задач черчением / Сост. Павел Марков, издатель "Руководства к живописи масляными красками" и книги "Об акварели" Санкт-Петербург : В.П. Печаткин, 1874
- Правила линейной перспективы и способы строить перспективы, не выходя из пределов картины / Излож. Павел Марков, сост. и пер. кн.: I. Руководство к живописи масляными красками, II. Об акварели, III. Геометрическое рисование...  Санкт-Петербург : В.П. Печаткин, 1875